# Селенат бария
Селена́т ба́рия — неорганическое соединение, соль металла бария и селеновой кислоты, химическая формула BaSeO4, бесцветные кристаллы, очень плохо растворяется в воде.

## Получение
Действием селеновой кислоты на гидроксид бария:
{\displaystyle {\ce {Ba(OH)2 + H2SeO4 -> BaSeO4 + 2 H2O}}}.
Обменной реакцией между растворимой солью селеновой кислоты и растворимой солью бария:
{\displaystyle {\ce {Na2SeO4 + BaCl2 -> BaSeO4 v + 2 NaCl}}}.

## Физические свойства
Селенат бария образует бесцветные кристаллы. Почти не растворяется в воде. Разлагается при нагреве свыше 425 °C.
Кристаллизуется в орторомбической сингонии типа минерала барита Pnma (a = 8,993 Å, b = 5,675 Å, c = 7,349 Å).

## Химические свойства
Реагирует с концентрированной серной кислотой с образованием селеновой кислоты и сульфата бария:
{\displaystyle {\ce {BaSeO4 + H2SO4 -> H2SeO4 + BaSO4 v}}}.
Восстанавливается до селенида бария при нагреве в токе водорода:
{\displaystyle {\ce {BaSeO4 + 4 H2 -> BaSe + 4 H2O}}}.

## Применение
Используется как микроудобрение селена на пастбищах сельскохозяйственных животных.